# Ericydnus beybienkoae
Ericydnus beybienkoae är en stekelart som beskrevs av Sharkov 1983. Ericydnus beybienkoae ingår i släktet Ericydnus och familjen sköldlussteklar. Inga underarter finns listade i Catalogue of Life.